# Pabellón Argentino

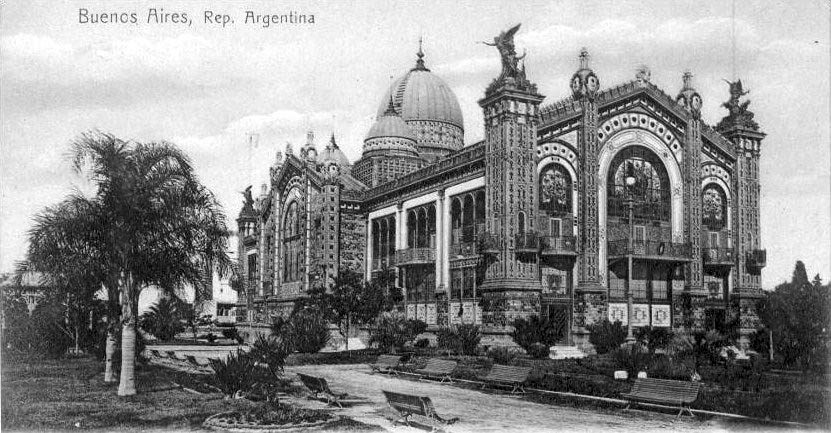
Vista del contrafrente que miraba hacia Retiro, con su jardín y bancos públicos (ca. 1900).

El Pabellón Argentino fue una construcción monumental encargada por el Estado Argentino  para participar en la Exposición Universal de París de 1889. Luego de su éxito en la capital francesa, fue desmontado y trasladado a Buenos Aires, adonde funcionó como Museo de Bellas Artes desde 1910 hasta 1932, cuando fue demolido para ampliar la Plaza San Martín.

## Historia

### La Exposición Universal de 1889

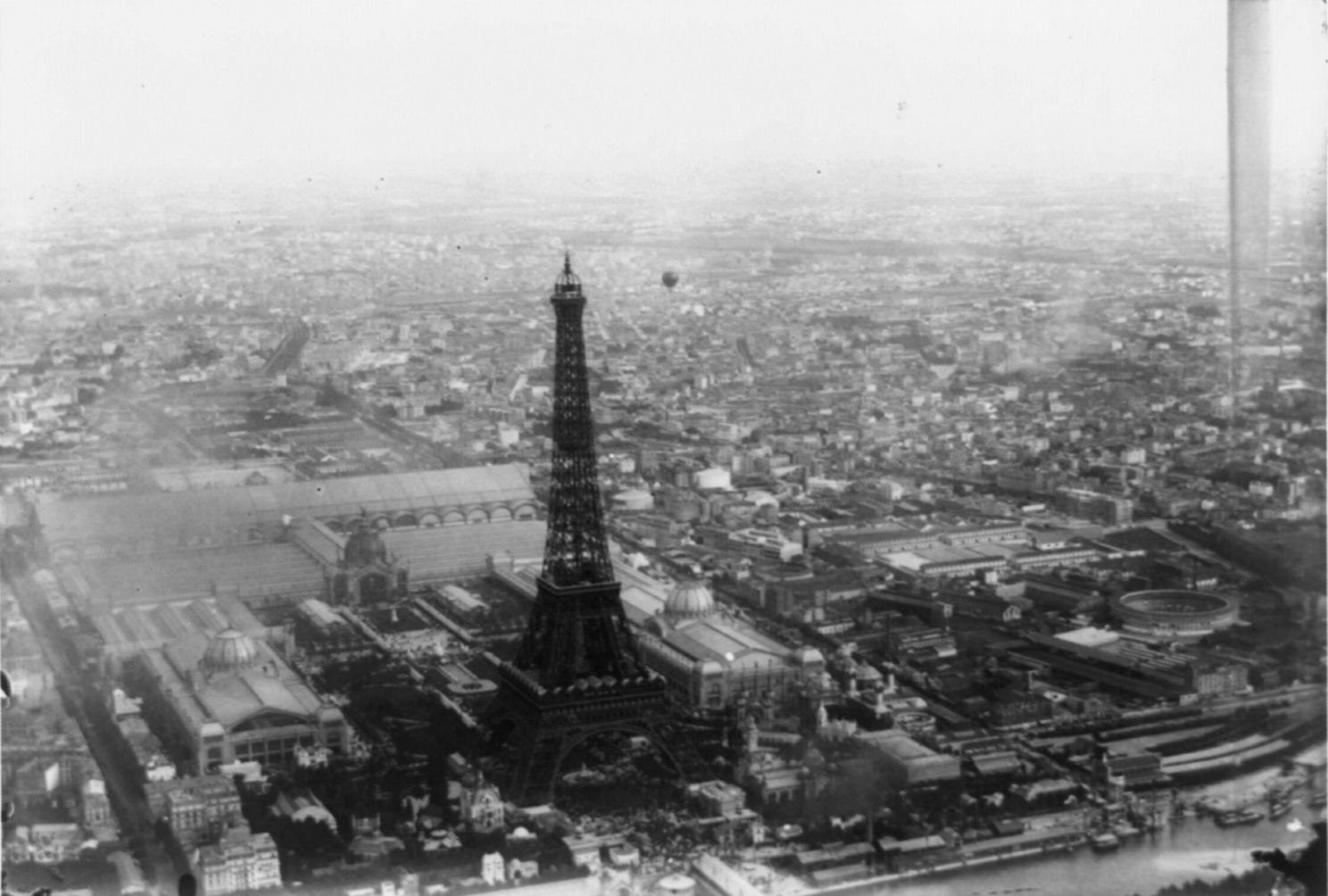
Vista aérea de la Exposición de 1889. El Pabellón Argentino se distingue abajo, a la derecha de la Torre Eiffel, frente al río Sena

Con motivo de los festejos del centenario de la Revolución francesa, el gobierno a cargo de Sadi Carnot organizó una gran exposición universal, que quedó en la memoria especialmente por grandes obras públicas como la Torre Eiffel, que se tranformaría en el ícono de París a pesar de la resistencia de sus habitantes, que inicialmente la rechazaron.
Por 1889 gobernaba la Argentina el presidente Miguel Juárez Celman, miembro del Partido Autonomista Nacional dirigido por Julio Argentino Roca, de quien era cuñado. En este contexto, la floreciente nación argentina participaba de la Exposición Universal y pretendió mostrarse al mundo presentando uno de los pabellones más grandes y exuberantes de la muestra.
Se nombró a una Comisión de 11 personas que viajaron a Francia y llamaron a un concurso de proyectos, y entre ellos fue elegido el de Albert Ballu, un egresado de la École des Beaux-Arts y Gran Premio de Roma que representaba al gusto ecléctico que imperaba en la arquitectura a fines del siglo XIX. Ballu presentó un diseño con estructura de hierro siguiendo el modelo del Crystal Palace de Joseph Paxton, y el Pabellón fue inaugurado en París el 25 de mayo de 1889 (fecha conmemorativa de la Revolución de Mayo) con presencia del presidente Sadi Carnot y el vicepresidente argentino Carlos Pellegrini. El edificio fue un éxito, mientras la Argentina ganó 12 grandes premios, entre ellos uno por el diseño urbano de la nueva ciudad de La Plata, capital de la provincia de Buenos Aires, inaugurada en 1882.

### En Buenos Aires
Una vez cerrada la Exposición Universal, el gobierno argentino se tuvo que hacer cargo del destino del Pabellón. El 14 de enero de 1890 el estado barajó la posibilidad de dividir al edificio en 8 lotes y subastarlo para conseguir fondos. Sin embargo, el intendente porteño Francisco Seeber insistió en financiar el traslado del Pabellón a Buenos Aires, compartiendo gastos con el Gobierno Nacional, y ese 1 de febrero comenzó el desmonte del edificio de hierro, que fue embarcado en 6000 bultos en la barca “Ushuaia” rumbo a la Argentina. En el trayecto, la nave sufrió una fuerte tormenta, durante la cual se tuvo que arrojar al agua al mayor de los cargamentos, que estaba sobre la cubierta y entorpecía la maniobra. Así, en el viaje se perdieron dos lienzos pintados por Albert Besnard, pero el cargamento llegó a Buenos Aires hacia fines de 1890.
Para inicios de 1891, el terreno elegido para reconstruir el Pabellón Argentino fue el que se encontraba en la calle Arenales al este de la Plaza San Martín, ocupado desde fines del siglo XVIII por el Cuartel de Artillería del Retiro, un arsenal militar que había quedado de los tiempos en que la plaza era un campo de entrenamiento. La vieja construcción colonial fue demolida, y el ingeniero holandés Juan Waldorp (padre) fue el encargado de rearmar el Pabellón ahí en 1893, con la concesión para explotarlo comercialmente durante 15 años. La reinauguración del edificio fue fijada para el 14 de enero de 1894, mientras la cervecería Bieckert construía sobre el lateral del terreno, mirando a la calle Maipú, un edificio anexo diseñado por el arquitecto Carlos Morra para instalar una confitería, que finalmente fue un fracaso y debió cerrar.
Sin embargo el Pabellón fue sede de diversos eventos en los siguientes años: en 1898 fue sede de la Exposición Nacional (para la cual se agregaron construcciones temporales que respetaban su estilo) y en 1900 se transformó en Museo de Productos Argentinos de la UIA. La confitería frustrada que había diseñado Morra se transformó en la sede de la Comisión Nacional de Bellas Artes.

### La Exposición del Centenario de 1910
Pero no fue hasta la organización de la Exposición del Centenario, otra vez en un contexto floreciente para la economía argentina, que el Pabellón encontró un uso fijo. En esa ocasión, se lo eligió como sede de la Exposición Internacional de Bellas Artes, para la cual se construyeron nuevamente anexos temporales para ampliar la superficie útil. De esa exitosa muestra quedaron diversas obras que pasaron a ser patrimonio del Museo Nacional de Bellas Artes.

### Museo Nacional de Bellas Artes
Luego del cierre de la Exposición, se barajó la idea de instalar definitivamente el Museo de Bellas Artes en el Pabellón Argentino. Desde su fundación en 1896, había funcionado precariamente en un sector de las inconclusas Galerías Au Bon Marché, un proyecto frustrado por la crisis de 1890, y hoy conocido como Galerías Pacífico.
Aunque el Pabellón no estaba pensado para funcionar como museo, y su estructura de hierro y vidrio le daba condiciones muy desfavorables de humedad, calor y asoleamiento, el edificio fue adaptado de todas maneras y el Museo de Bellas Artes se trasladó. Las condiciones de mantenimiento tampoco eran las más adecuadas, considerando que era un pabellón pensado para un corto tiempo de vida, y se encontraba instalado en Buenos Aires hacía ya 15 años.
Sin embargo, el Museo permaneció allí durante 20 años. En 1931, el intendente de Buenos Aires José Guerrico dio impulso a un proyecto para ampliar la Plaza San Martín y unificarla con la Plaza Británica (hoy Plaza Fuerza Aérea), generando un corredor de espacios verdes en Retiro. Entre la Plaza San Martín y la Avenida Alem no solo se encontraban el Pabellón Argentino y la Comisión de Bellas Artes, si no una manzana completa de edificios, comercios y casas bajas atravesada por un pasaje llamado Falucho. Pero la iniciativa del intendente no tuvo freno, y todos los terrenos fueron expropiados en el siguiente año, comenzando las demoliciones en 1933.

### La Sociedad Nacional de Música en el Museo Nacional de Bellas Artes
La Sociedad Nacional de Música, fundada en 1915 por José André (1881-1944), Ricardo Rodríguez (1877-1951), Felipe Boero (1884-1958) y Josué Teófilo Wikes (1883-1968), actualmente denominada Asociación Argentina de Compositores, tuvo su sede en el anexo de la Comisión de Bellas Artes y realizó sus conciertos anuales en el mismo museo hasta su demolición. Esta serie de actividades musicales fue decisiva en la consolidación y el desarrollo de la música académica argentina.

### Demolición y actualidad

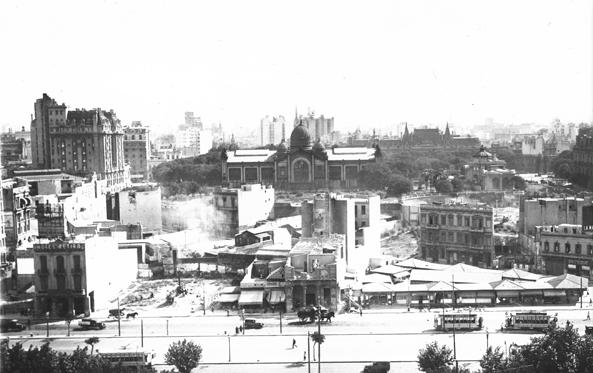
Las demoliciones en Plaza San Martín (1932). Al centro, el Pabellón y el anexo aún en pie.

El Pabellón Argentino era un obstáculo para ampliar la Plaza San Martín. El intendente Guerrico decidió, sin discusión parlamentaria ni oposición pública al proyecto, que tanto el Pabellón como la sede de la Comisión de Bellas Artes fueran retirados durante 1933.
Se sostiene que el pabellón fue desarmado y sus piezas fueron almacenadas en un terreno baldío en el cruce de la Avenida Figueroa Alcorta y Austria, permaneciendo a la intemperie durante un par de años, hasta que, cuando se las ofreció en remate un tiempo después, no se consiguieron ofertantes de ningún tipo. Así, se perdió definitivamente la oportunidad de rearmar el pabellón.
Lo único que se salvó de la desaparición, ya que se desconoce el destino de los ornamentos y vitrales del edificio, fueron los conjuntos escultóricos de bronce que decoraban las cuatro esquinas del pabellón, que fueron instalados por la Municipalidad de Buenos Aires en diversos puntos de la ciudad: Crámer y Virrey del Pino, Cabildo y San Isidro, Riestra y Leguizamón, y la plaza Sudamérica, ubicada en Villa Lugano. El conjunto escultórico principal fue adosado al edificio de la Escuela Técnica Raggio.
De la estructura de hierro y vidrio del pabellón sólo fue salvado un pedazo que de algún modo llegó al barrio de Mataderos, en donde en 1945 un herrero español de apellido Solana adquirió un terreno, encontró las piezas de hierro y las rearmó para utilizarlas como galpón de su taller. Allí permaneció hasta que, en agosto de 2002, los terrenos se vendieron y la estructura se desarmó. Según aseguró uno de los nietos de Solana, los hierros se encuentran en un campo en Pontevedra, partido de Merlo, en la provincia de Buenos Aires. Desde la muerte de Solana, sus herederos han intentado vender la estructura o interesar sobre ella a distintas instituciones, pero no lo han logrado.

## Galería de imágenes

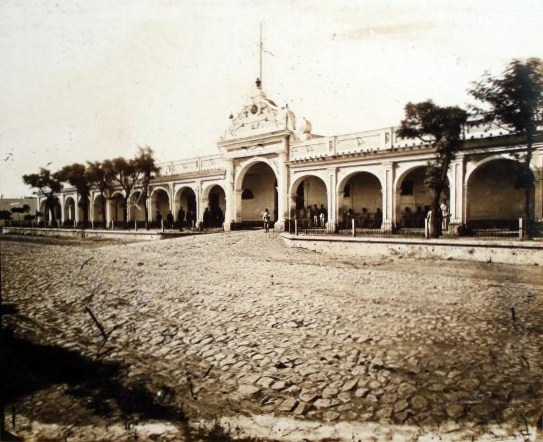
El antiguo Cuartel de Artillería del Retiro, que ocupó el terreno del Pabellón hasta 1891.
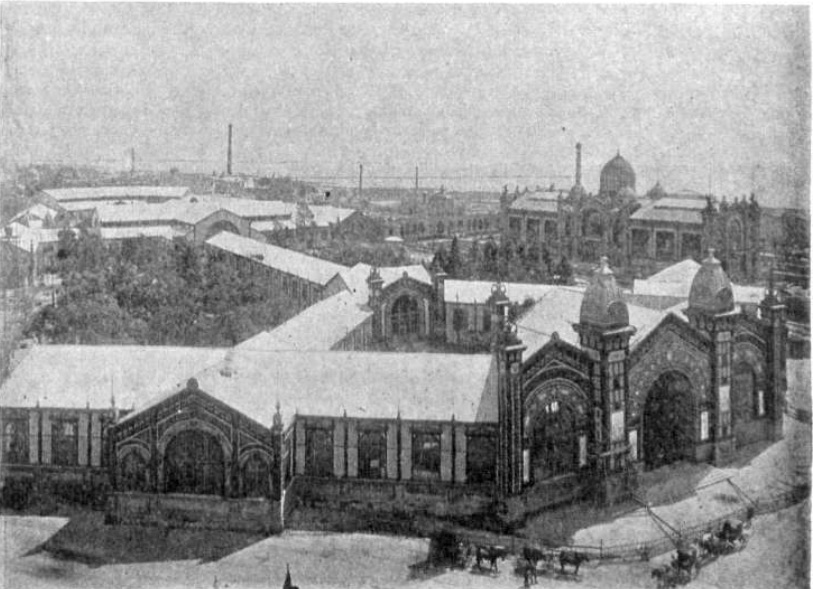
La Exposición Nacional de 1898, con varios pabellones diseñados siguiendo el estilo del Argentino, que asoma al fondo a la derecha.
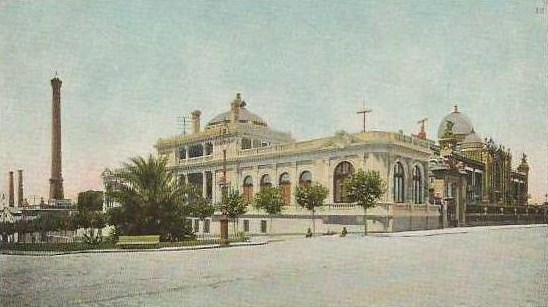
El anexo para la Comisión de Bellas Artes construido hacia 1896, sobre la calle Maipú.
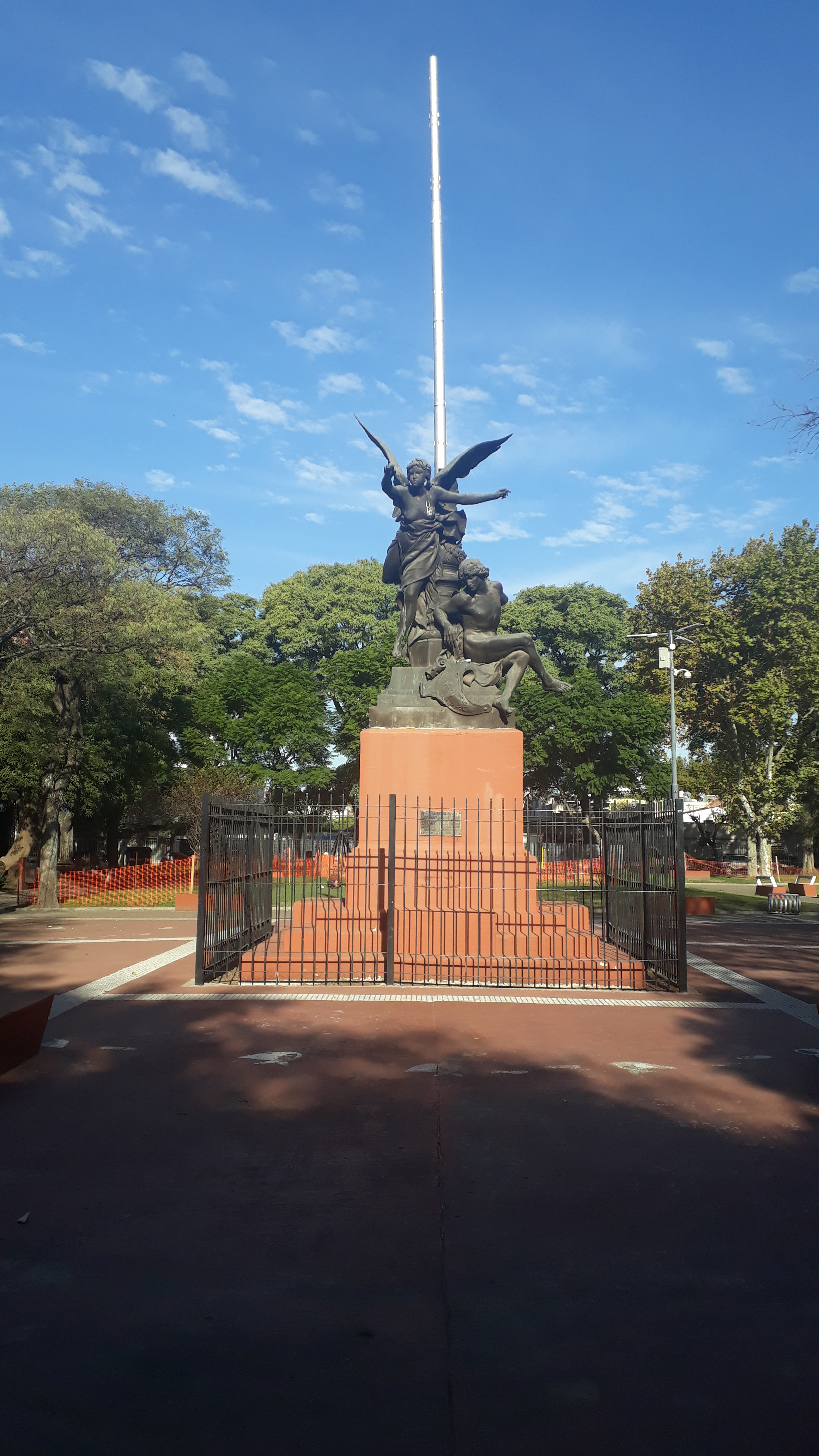
Obra de Louis-Ernest Barrias, exhibida en el Pabellón Argentino en 1889. Esta escultura de bronce, que tiene que ver con el río, se llama "La Navegación". Actualmente se encuentra en la Plaza Sudamérica.